# 보보경심
보보경심(중국어: 步步惊心)은 중국의 소설가인 퉁화(桐華)가 2005년에 쓴 로맨스 소설이다. 이 연애 소설은 2013년 대한민국에서 번역되어 출판되었다. 드라마는 2011년 중국에서 드라마화되어 동명의 제목 《보보경심》으로 방영되었으며, 2016년 하반기엔, 대한민국에서 사전 제작으로 기획한 국내 제작 드라마로 극화하여, 해외 판권 독점 계약을 위한 사전 심의 기간을 염두에 두고, SBS TV에서 《달의 연인 - 보보경심 려》로 방영되었다.

## 같이 보기
- 보보경심 (드라마)
- 달의 연인 - 보보경심 려